# HAT-P-32 Ab
HAT-P-32 Ab,,, aussi désignée simplement HAT-P-32 b,,,,,,,,, (en particulier avant la découverte de l'étoile HAT-P-32 B), est une exoplanète orbitant autour de HAT-P-32 A, l'étoile principale du système HAT-P-32. Elle a été découverte le 8 juin 2011 par la méthode des transits. Elle fait 0,75 fois la masse de Jupiter. Son rayon en fait la plus grande exoplanète connue fin 2012[réf. nécessaire].

## Découverte
Dès 2004, des observations par les télescopes du projet HATNet suggèrent la présence d'une exoplanète dans le système HAT-P-32. Cependant, la gigue importante dans le signal limite l'efficacité de la méthode habituelle utilisée pour traiter ces signaux ce qui rend difficile la confirmation de l'exoplanète. 